# ماري-أنطوانيت كاتوتو
ماري-أنطوانيت كاتوتو (مواليد 1 نوفمبر 1998) هي لاعبة كرة قدم فرنسية تلعب في مركز المهاجم في نادي باريس سان جيرمان.

## حياتها الشخصية
وُلِدت كاتوتو في فرنسا لأبوين من جمهورية الكونغو الديمقراطية.
لدى كاتوتو نفس «المستشار» مثل زميلتيها السابقتين في فريق باريس سان جيرمان كاديدياتو دياني وأميناتا ديالو، المسمى سيزار مافاكالا. في فبراير 2022، تسببت في جدل من خلال دعم أميناتا ديالو خلال الاحتفال بهدف ردًا على قضية حمراوي. في مارس 2023، اتهم مافاكالا بالابتزاز من قبل القضاء الفرنسي لدوره في مفاوضات عقد كاتوتو مع باريس سان جيرمان.

## وصلات خارجية
- ماري-أنطوانيت كاتوتو على موقع الاتحاد الأوربي (الإنجليزية)
- ماري-أنطوانيت كاتوتو على موقع قاعدة بيانات كرة القدم.إي يو (الإنجليزية)
- ماري-أنطوانيت كاتوتو على موقع ليكيب (الفرنسية)
- ماري-أنطوانيت كاتوتو على موقع Soccerway.com (الإنجليزية)
- ماري-أنطوانيت كاتوتو على موقع عالم كرة القدم.نت (الإنجليزية)